# Petlacoyo
Petlacoyo är en ort i Mexiko.   Den ligger i kommunen Coxcatlán och delstaten San Luis Potosí, i den centrala delen av landet, 230 km norr om huvudstaden Mexico City. Petlacoyo ligger 180 meter över havet och antalet invånare är 312.
Terrängen runt Petlacoyo är kuperad åt nordväst, men åt sydost är den platt. Runt Petlacoyo är det ganska tätbefolkat, med 100 invånare per kvadratkilometer. Närmaste större samhälle är Villa Terrazas, 7,4 km sydost om Petlacoyo. I omgivningarna runt Petlacoyo växer huvudsakligen savannskog.